# 175017 Záboří
(175017) Záboří, denumire internațională (175017) Zabori, este un asteroid din centura principală de asteroizi.

## Descriere
175017 Záboří este un asteroid din centura principală de asteroizi. A fost descoperit pe 28 martie 2004 la Observatorul Kleť, în cadrul proiectului KLENOT. Asteroidul prezintă o orbită caracterizată de o semiaxă mare de 2,73 ua, o excentricitate de 0,10 și o înclinație de 10,2° în raport cu ecliptica.